# Lista över Danmarks inrikesministrar
Lista över Danmarks inrikesministrar:
| Inrikesminister                        | Parti                   | Tillträdde        | Avgick            | Regering                                                     |
| -------------------------------------- | ----------------------- | ----------------- | ----------------- | ------------------------------------------------------------ |
| Peter Georg Bang                       |                         | 16 november 1848  | 21 september 1849 | Novemberministären                                           |
| Mathias Hans Rosenørn                  |                         | 21 september 1849 | 13 juli 1851      | Novemberministären                                           |
| Frederik Ferdinand von Tillisch        |                         | 13 juli 1851      | 28 januari 1852   | Juliministären, Oktoberministären                            |
| Peter Georg Bang                       |                         | 28 januari 1852   | 21 april 1853     | Regeringen Bluhme I                                          |
| Anders Sandøe Ørsted                   |                         | 21 april 1853     | 29 april 1854     | Regeringen Ørsted                                            |
| Frederik Ferdinand von Tillisch        |                         | 29 april 1854     | 12 december 1854  | Regeringen Ørsted                                            |
| Peter Georg Bang                       |                         | 12 december 1854  | 18 februari 1856  | Regeringen Bang                                              |
| Carl Frederik Simony                   |                         | 18 februari 1856  | 4 juni 1856       | Regeringen Bang                                              |
| Ivar Johan Unsgaard                    |                         | 4 juni 1856       | 18 oktober 1856   | Regeringen Bang                                              |
| Andreas Frederik Krieger               |                         | 18 oktober 1856   | 1 augusti 1858    | Regeringen Andræ                                             |
| Ivar Johan Unsgaard                    |                         | 1 augusti 1858    | 6 maj 1859        | Regeringen Andræ, Regeringen Hall I                          |
| Andreas Frederik Krieger               |                         | 6 maj 1859        | 2 december 1859   | Regeringen Hall I                                            |
| Johan Christian von Jessen             |                         | 2 december 1859   | 24 februari 1860  | Regeringen Rotwitt                                           |
| Ditlev Gothard Monrad                  |                         | 24 februari 1860  | 15 september 1861 | Regeringen Hall II                                           |
| Orla Lehmann                           |                         | 15 september 1861 | 31 december 1863  | Regeringen Hall II                                           |
| Carl Ludvig Vilhelm Rømer von Nutzhorn |                         | 31 december 1863  | 10 maj 1864       | Regeringen Monrad                                            |
| Hans Rasmussen Carlsen                 |                         | 10 maj 1864       | 11 juli 1864      | Regeringen Monrad                                            |
| Frederik Ferdinand von Tillisch        |                         | 11 juli 1864      | 6 november 1865   | Regeringen Bluhme II                                         |
| Jacob Brønnum Scavenius Estrup         |                         | 6 november 1865   | 22 september 1869 | Regeringen Frijs                                             |
| Wolfgang von Haffner                   |                         | 22 september 1869 | 28 maj 1870       | Regeringen Frijs                                             |
| Christen Andreas Fonnesbech            |                         | 28 maj 1870       | 14 juli 1874      | Regeringen Holstein-Holsteinborg                             |
| F.C.H.E. Tobiesen                      |                         | 14 juli 1874      | 11 juni 1875      | Regeringen Fonnesbech                                        |
| E.V.R. Skeel                           |                         | 11 juni 1875      | 29 augusti 1884   | Regeringen Estrup                                            |
| S.H.S. Finsen                          |                         | 29 augusti 1884   | 8 augusti 1885    | Regeringen Estrup                                            |
| H.P. Ingerslev                         |                         | 8 augusti 1885    | 15 januari 1894   | Regeringen Estrup                                            |
| Hugo Egmont Hørring                    |                         | 15 januari 1894   | 23 maj 1897       | Regeringen Reedtz-Thott                                      |
| V. Bardenfleth                         |                         | 23 maj 1897       | 28 augusti 1899   | Regeringen Hørring                                           |
| Ludvig E. Bramsen                      |                         | 28 augusti 1899   | 24 juli 1901      | Regeringen Sehested                                          |
| Enevold Sørensen                       | Venstre                 | 24 juli 1901      | 14 januari 1905   | Regeringen Deuntzer                                          |
| Sigurd Berg                            | Venstre                 | 14 januari 1905   | 12 oktober 1908   | Regeringen J.C. Christensen                                  |
| Klaus Berntsen                         | Venstre                 | 12 oktober 1908   | 28 oktober 1909   | Regeringen Holstein-Ledreborg                                |
| P. Munch                               | Det Radikale Venstre    | 28 oktober 1909   | 5 juli 1910       | Regeringen Zahle I                                           |
| Jens Jensen-Sønderup                   | Venstre                 | 5 juli 1910       | 21 juni 1913      | Regeringen Klaus Berntsen                                    |
| Ove Rode                               | Radikale Venstre        | 21 juni 1913      | 30 mars 1920      | Regeringen Zahle II                                          |
| Waldemar Oxholm                        | expeditionsministär     | 30 mars 1920      | 5 april 1920      | Regeringen Otto Liebe                                        |
| Henrik Vedel                           | expeditionsministär     | 5 april 1920      | 5 maj 1920        | Regeringen M.P. Friis                                        |
| Sigurd Berg                            | Venstre                 | 5 maj 1920        | 11 juli 1921      | Regeringen Neergaard II                                      |
| Otto Krag                              | Venstre                 | 18 juli 1921      | 23 april 1924     | Regeringen Neergaard II & III                                |
| C.N. Hauge                             | Socialdemokratiet       | 23 april 1924     | 14 december 1926  | Regeringen Thorvald Stauning I                               |
| Otto Krag                              | Partilös                | 14 december 1926  | 30 april 1929     | Regeringen Madsen-Mygdal                                     |
| Bertel Dahlgaard                       | Radikale Venstre        | 30 april 1929     | 8 juli 1940       | Regeringen Thorvald Stauning II                              |
| Knud Kristensen                        | Venstre                 | 8 juli 1940       | 9 november 1942   | Regeringen Thorvald Stauning III & Regeringen Vilhelm Buhl I |
| Jørgen Jørgensen¹                      | Radikale Venstre        | 9 november 1942   | 5 maj 1945        | Regeringen Scavenius                                         |
| Knud Kristensen                        | Venstre                 | 5 maj 1945        | 7 november 1945   | Regeringen Vilhelm Buhl II                                   |
| Einar Kjær                             | Venstre                 | 7 november 1945   | 18 juni 1947      | Regeringen Knud Kristensen                                   |
| Niels Arnth-Jensen                     | Venstre                 | 30 juni 1947      | 13 november 1947  | Regeringen Knud Kristensen                                   |
| Alsing Andersen                        | Socialdemokratiet       | 13 november 1947  | 23 november 1947  | Regeringen Hans Hedtoft I                                    |
| Jens Smørum                            | Socialdemokratiet       | 23 november 1947  | 30 oktober 1950   | Regeringen Hans Hedtoft I                                    |
| Aksel Møller                           | Konservative Folkeparti | 30 oktober 1950   | 30 september 1953 | Regeringen Erik Eriksen                                      |
| Johannes Kjærbøl                       | Socialdemokratiet       | 30 september 1953 | 30 augusti 1955   | Regeringen Hans Hedtoft II & Regeringen H.C. Hansen I        |
| Carl Petersen                          | Socialdemokratiet       | 30 augusti 1955   | 28 maj 1957       | Regeringen H.C. Hansen I                                     |
| Søren Olesen                           | Retsforbundet           | 28 maj 1957       | 18 november 1960  | Regeringen H.C. Hansen II & Regeringen Viggo Kampmann I      |
| Hans R. Knudsen                        | Socialdemokratiet       | 18 november 1960  | 7 september 1961  | Regeringen Viggo Kampmann II                                 |
| Lars P. Jensen                         | Socialdemokratiet       | 7 september 1961  | 26 september 1964 | Regeringen Viggo Kampmann II & Regeringen Jens Otto Krag I   |
| Hans Hækkerup                          | Socialdemokratiet       | 26 september 1964 | 2 februari 1968   | Regeringen Jens Otto Krag II                                 |
| Poul Sørensen                          | Konservative Folkeparti | 2 februari 1968   | 29 juni 1969      | Regeringen Hilmar Baunsgaard                                 |
| H.C. Toft                              | Konservative Folkeparti | 11 juli 1969      | 11 oktober 1971   | Regeringen Hilmar Baunsgaard                                 |
| Egon Jensen                            | Socialdemokratiet       | 11 oktober 1971   | 19 december 1973  | Regeringen Jens Otto Krag III & Regeringen Anker Jørgensen I |
| Jacob Sørensen                         | Venstre                 | 19 december 1973  | 13 februari 1975  | Regeringen Poul Hartling                                     |
| Egon Jensen                            | Socialdemokratiet       | 13 februari 1975  | 30 augusti 1978   | Regeringen Anker Jørgensen II                                |
| Knud Enggaard                          | Venstre                 | 30 augusti 1978   | 26 oktober 1979   | Regeringen Anker Jørgensen III                               |
| Henning Rasmussen                      | Socialdemokratiet       | 26 oktober 1979   | 10 september 1982 | Regeringen Anker Jørgensen IV                                |
| Britta Schall Holberg                  | Venstre                 | 10 september 1982 | 12 mars 1986      | Regeringen Poul Schlüter I                                   |
| Knud Enggaard                          | Venstre                 | 12 mars 1986      | 10 september 1987 | Regeringen Poul Schlüter I                                   |
| Thor Pedersen                          | Venstre                 | 10 september 1987 | 25 januari 1993   | Regeringen Poul Schlüter II, III & IV                        |
| Birte Weiss                            | Socialdemokratiet       | 25 januari 1993   | 20 oktober 1997   | Regeringen Poul Nyrup Rasmussen I, II & III                  |
| Thorkild Simonsen                      | Socialdemokratiet       | 20 oktober 1997   | 23 februari 2000  | Regeringen Poul Nyrup Rasmussen III & IV                     |
| Karen Jespersen                        | Socialdemokratiet       | 23 februari 2000  | 27 november 2001  | Regeringen Poul Nyrup Rasmussen IV                           |
| Lars Løkke Rasmussen                   | Venstre                 | 27 november 2001  | 23 november 2007  | Regeringen Anders Fogh Rasmussen I & II                      |
| Ingen inrikesminister utnämnd          | -                       | 23 november 2007  | 7 april 2009      | -                                                            |
| Karen Ellemann                         | Venstre                 | 7 april 2009      | 23 februari 2010  | Regeringen Lars Løkke Rasmussen I                            |
| Bertel Haarder                         | Venstre                 | 23 februari 2010  | 3 oktober 2011    | Regeringen Lars Løkke Rasmussen I                            |
| Margrethe Vestager                     | Det Radikale Venstre    | 3 oktober 2011    | 31 augusti 2014   | Regeringen Helle Thorning-Schmidt I & II                     |
| Morten Østergaard                      | Det Radikale Venstre    | 31 augusti 2014   | 28 juni 2015      | Regeringen Helle Thorning-Schmidt II                         |
| Karen Ellemann                         | Venstre                 | 28 juni 2015      | 28 november 2016  | Regeringen Lars Løkke Rasmussen II                           |
| Simon Emil Ammitzbøll                  | Liberal Alliance        | 28 november 2016  | 27 juni 2019      | Regeringen Lars Løkke Rasmussen III                          |
| Astrid Krag                            | Socialdemokratiet       | 27 juni 2019      | 21 januari 2021   | Regeringen Mette Frederiksen I                               |
| Kaare Dybvad                           | Socialdemokratiet       | 21 januari 2021   | 2 maj 2022        | Regeringen Mette Frederiksen I                               |
| Christian Rabjerg Madsen               | Socialdemokratiet       | 2 maj 2022        |                   | Regeringen Mette Frederiksen I                               |

Not: ¹ Regeringen ingav 29 augusti 1943 sin avskedsansökan till kungen och upphörde samtidigt att fungera. Mellan den 30 augusti 1943 och 5 maj 1945 var det därför departementchefsstyre, där departementens chefer administrerade sina respektive sakområden. 